# 齐亚·慕尤丁
齊亞·慕尤丁（1931年6月20日—2023年2月13日）是一位侨居英國的巴基斯坦電影演員，制片人，导演和电视广播员，其整个职业生涯中都曾在巴基斯坦的电影和电视以及英国的电影和电视中露面。慕尤丁因其在1969-1973年主持的一個巴基斯坦电视脫口秀节目而闻名。他还因在舞檯劇《印度之行》中扮演阿齊茲博士而闻名。他还參演了電影《阿拉伯的勞倫斯》。由于与齊亞·哈克的軍政府分歧，20世纪70年代末，慕尤丁回到英国。20世纪80年代，他在伯明翰工作，並指導多部影視劇的創作。
在2005年，受到時任巴基斯坦總統佩爾韋茲·穆沙拉夫的邀請，慕尤丁回到巴基斯坦，並創立了巴基斯坦國家表演藝術學院，他被推選為首任校長。一直在喀拉蚩生活直到去世。他的遗体也在这里被安葬。